# Stefano Impallomeni
Stefano Impallomeni (Roma, 24 ottobre 1967) è un giornalista ed ex calciatore italiano, di ruolo centrocampista.

## Carriera

### Club
Cresciuto nelle giovanili della Roma, Nils Liedholm lo fa esordire a 16 anni (il 22 febbraio 1984) nel match di ritorno degli ottavi di finale di Coppa Italia a Reggio Emilia contro la Reggiana. Nella partita vinta dai giallorossi per 1-0, subentra nei dieci minuti finali.
L'esordio in serie A arriverà soltanto due anni dopo: il 14 settembre 1986. Alla 1ª giornata Sven-Göran Eriksson lo farà giocare da titolare all'Olimpico contro il Como (0-0 il risultato finale) lasciando in panchina il principe
Giuseppe Giannini. Giocherà un'altra partita da titolare, nell'ultima giornata di campionato, persa ad Avellino 2-1.
Nella stagione successiva verrà girato al Parma in serie B dove collezionerà solo 3 presenze. A Novembre andrà al Cesena neopromosso in Serie A senza mai scendere in campo in campionato, nonostante le 11 convocazioni in panchina.
Nel 1988 la sua seconda esperienza al Parma. In un'amichevole precampionato contro il Milan, s'infortunerà in un contrasto con Alessandro Costacurta. Riuscirà a recuperare per il girone di ritorno collezionando 10 presenze e segnando 2 gol.
Torna quindi alla Roma, dove troverà spazio in 5 occasioni e soltanto dalla panchina. 
Al termine della stagione, passerà al Pescara, dove rimarrà per due stagioni: nella prima 7 presenze, nella seconda 14 ma solo una da titolare. A fine stagione verrà girato in prestito alla Casertana in Serie C1, senza ritagliarsi un posto da titolare. 
Nel 1993-94 tornerà a Pescara dove giocherà 9 volte in Serie B.

### Nazionale
Ha partecipato, con l'Italia under 20, al campionato mondiale di categoria del 1987, dove segnò una rete contro il Canada.

## Dopo il ritiro
Dopo l'attività agonistica inizia a collaborare per varie testate con partecipazioni a trasmissioni radio-televisive locali e nazionali. Nel 1998 entra a Stream, piattaforma satellitare, dove si occupa prevalentemente di calcio estero come producer e come giornalista con servizi sportivi incentrati soprattutto su Lazio e Roma. Dal 2003 lavora nella redazione sportiva di Sky Sport sotto la direzione di Giovanni Bruno, poi di Massimo Corcione e di Andrea Zappia. Svolge attività di inviato sulla Roma con servizi da Trigoria, bordocampi delle partite e interviste. Partecipa alle edizioni del primo telegiornale sportivo “Sportime” sia nel ruolo di conduttore che in quello di redattore-inviato. In questo periodo realizza anche interviste esclusive. Da segnalare lo scoop internazionale legato all'addio di Beckham passato dal Real Madrid ai Los Angeles Galaxy emerso in seguito a un'intervista all'allora direttore sportivo Predrag Mijatović. Realizza la prima intervista esclusiva a Francesco Totti per conto di SkySport. Dal 2010 passa alla redazione sportiva di Skytg24 e attualmente lavora in Skytg24 Mattina dove intervengono a volte ospiti sportivi di primo piano sui vari temi d'attualità (allenatori, presidenti, calciatori etc.). Rilevante la partecipazione di Tommy Smith, campione olimpico dei 200 metri a Messico '68, simbolo della lotta contro il razzismo dagli studi di via Salaria a Roma.
Ha raccontato da inviato sul posto per Skytg24 tre mondiali di calcio: Germania 2006 (con l'Italia campione del mondo vittoriosa in finale sulla Francia ai rigori), Sud Africa 2010, Brasile 2014, oltre ai Giochi Olimpici di Londra nel 2012.
Dal 2017, è il presentatore del pre e post match su Roma TV. 
Dal 2021 entra a far parte del format Maracanà condotto da Marco Piccari su TMW Radio con il ruolo di co-conduttore.

## Palmarès

### Club

#### Competizioni giovanili
- Campionato Primavera: 1

Roma: 1983-1984
- Torneo di Viareggio: 1

Roma: 1983

#### Competizioni nazionali
- Coppa Italia: 2

Roma: 1983-1984, 1985-1986